# Işıl Bengi

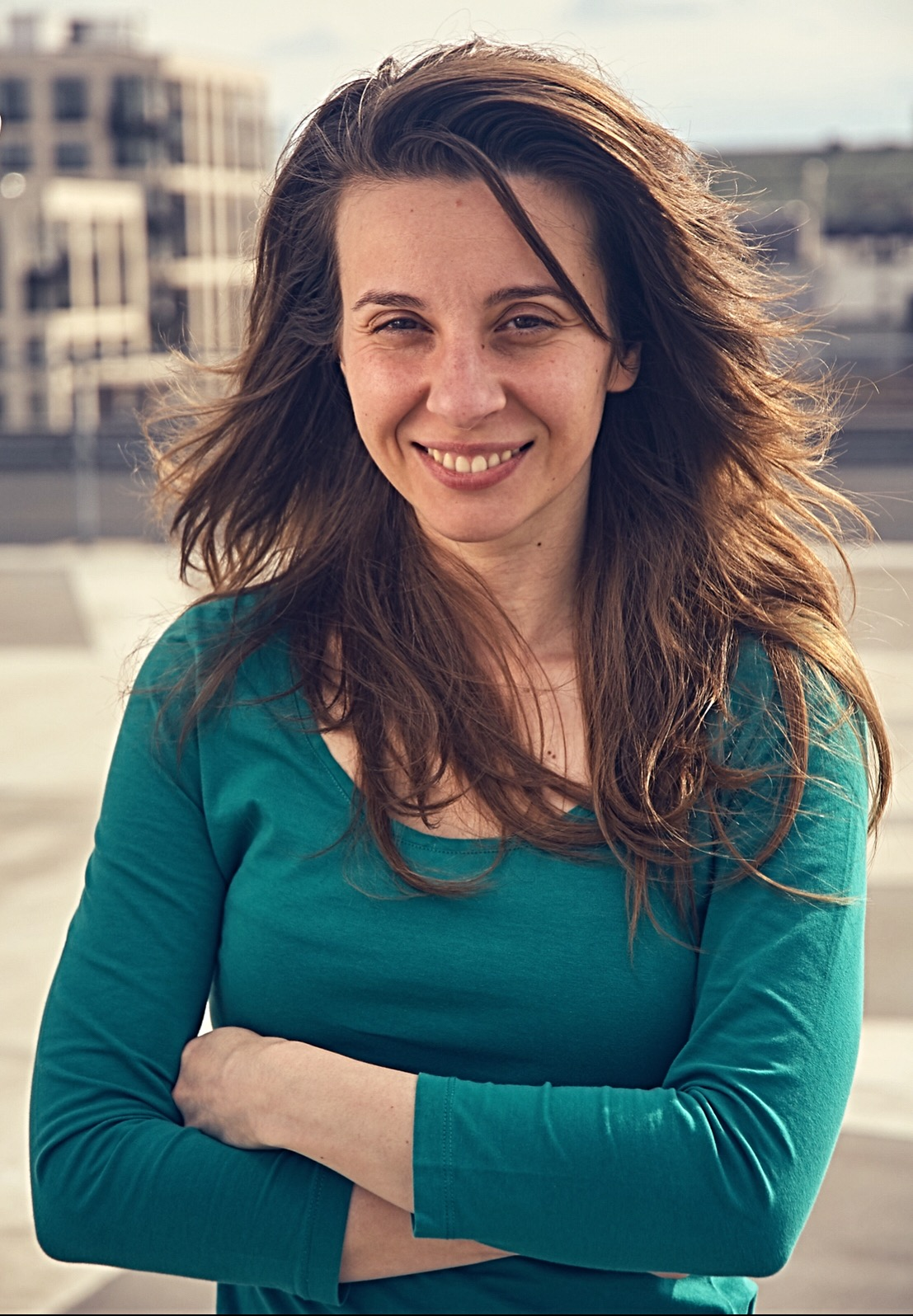
Isil Bengi

Işıl Bengi, née à Istanbul, est une pianiste et actrice turco-belge.

## Biographie

### Pianiste
Işıl Bengi a commencé à jouer du piano à l'âge de 5 ans, et elle est remarquée à douze ans par la pianiste turque İdil Biret.
À seize ans, elle donne des cours de piano. Elle est bénéficiaire de la bourse de la Fondation Nejat Eczacıbaşı (en) pour étudier le piano en Belgique avec Evgueni Moguilevski et Aleksandar Madžar. Elle obtient un diplôme de Master au Conservatoire royal de Bruxelles.

#### En duo
En 2014, Işıl Bengi joue en duo avec le violoncelliste Paul Heyman. En 2019, il est lauréat de la SWUK Vlaanderen. Cela lui permet d'enregistrer avec elle leur premier album Belgian Romantic Works For Cello & Piano chez le label Et'cetera Records sur les compositeurs belges du XIXe siècle : Henri Vieuxtemps, Guillaume Lekeu, Eugène Ysaÿe, César Franck et Peter Benoit.

#### 1eralbum:HiKAYE
En 2020, la première gravure mondiale de Jeux (Unisson, Vagues, Transe), composés par Stéphane Galland, est remarquée par Émilie Munera et Rodolphe Bruneau-Boulmier dans En piste, Contemporains ! sur France Musique : ils choisissent ce premier album solo dénommé HiKAYE pour leur Disque classique du jour comme le sera deux ans plus tard, le second album Terre de jeu.
Işıl Bengi a enregistré HiKAYE (récit) sur Viñoly Straight Strung (à cordes parallèles) Grand Piano du facteur de piano Maene dans son auditorium à Ruiselede. En 2015, Daniel Barenboim travaille avec Chris Maene (nl) sur ce retour aux cordes parallèles du piano-forte combinant l'état de l'art des pianos modernes et puissants. L'architecte Rafael Viñoly, qui a créé le Forum international de Tokyo, ayant écouté le piano de Barenboim, collabore avec Chris Maene sur la prochaine génération de grand piano moderne et ergonomique.
Le compositeur et batteur belge Stéphane Galland est le directeur artistique d'HiKAYE. Il est également le photographe d'Işıl Bengi.

#### Théâtre:Clara Haskil - Prélude et fugue
En 2021-2022, en tournée européenne en France (au Rond-Point de Paris, au Ducourneau d'Agen, à la Chaudronnerie de La Ciotat), Suisse (au Beausobre de Morges, au Jura de Delemont, au Reflet de Vevey) et Grèce (au Megaron d'Athènes puis de Thessalonique) dans Clara Haskil - Prélude et fugue, Işıl Bengi partage la scène avec Laetitia Casta qui interprète Clara Haskil sur un texte de Serge Kribus, dans une mise en scène de Safy Nebbou. En tant que conseillère musicale avec Anna Petron, elle a choisi les pièces du répertoire de Clara Haskil. Les mains d'Işıl Bengi deviennent celles de Clara Haskil sur chacun des trois pianos. Selon Jany Campello de ResMusica, Işıl Bengi « n’en est pas moins cheville essentielle de la pièce ».

#### 2ealbum:Terre de jeu

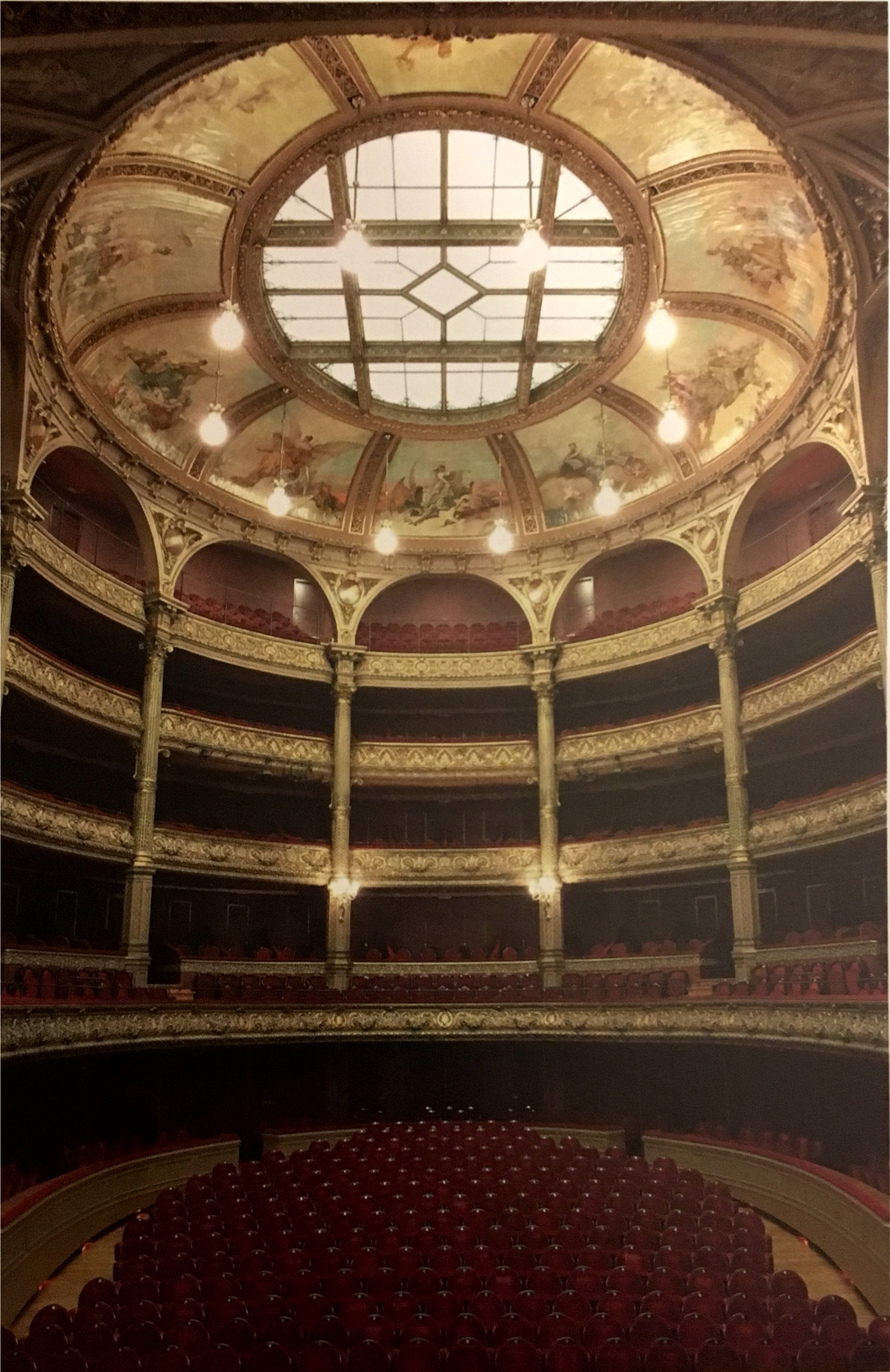
Salle Philharmonique - Liège

Fin 2021, Işıl Bengi entre dans la cour de récréation modelée par des contemporains d'une jeune Clara Haskil, natte dans le dos : Serge Prokofiev, Francis Poulenc, Gian Francesco Malipiero, Henry Cowell, Dane Rudhyar et Federico Mompou. 
Dans la danse des jeunes filles féériques, sortiront du bac à sable de l'imaginaire des étoiles, un éléphant, une sauterelle et des oiseaux. Celui de Robert Schumann est un peu plus prophète. Il évoque l'interprétation qu'en fera Clara Haskil.
Silence les lumières de la Salle Philharmonique du Conservatoire Royal de Liège. Que le Steinway D, accordé par Niko Versmessen, puisse faire entendre dans la pénombre ces cris insolites d'enfants sous les doigts d'Işıl Bengi photographiée par Alexander Popelier.

#### 3e album:Agni Kunda

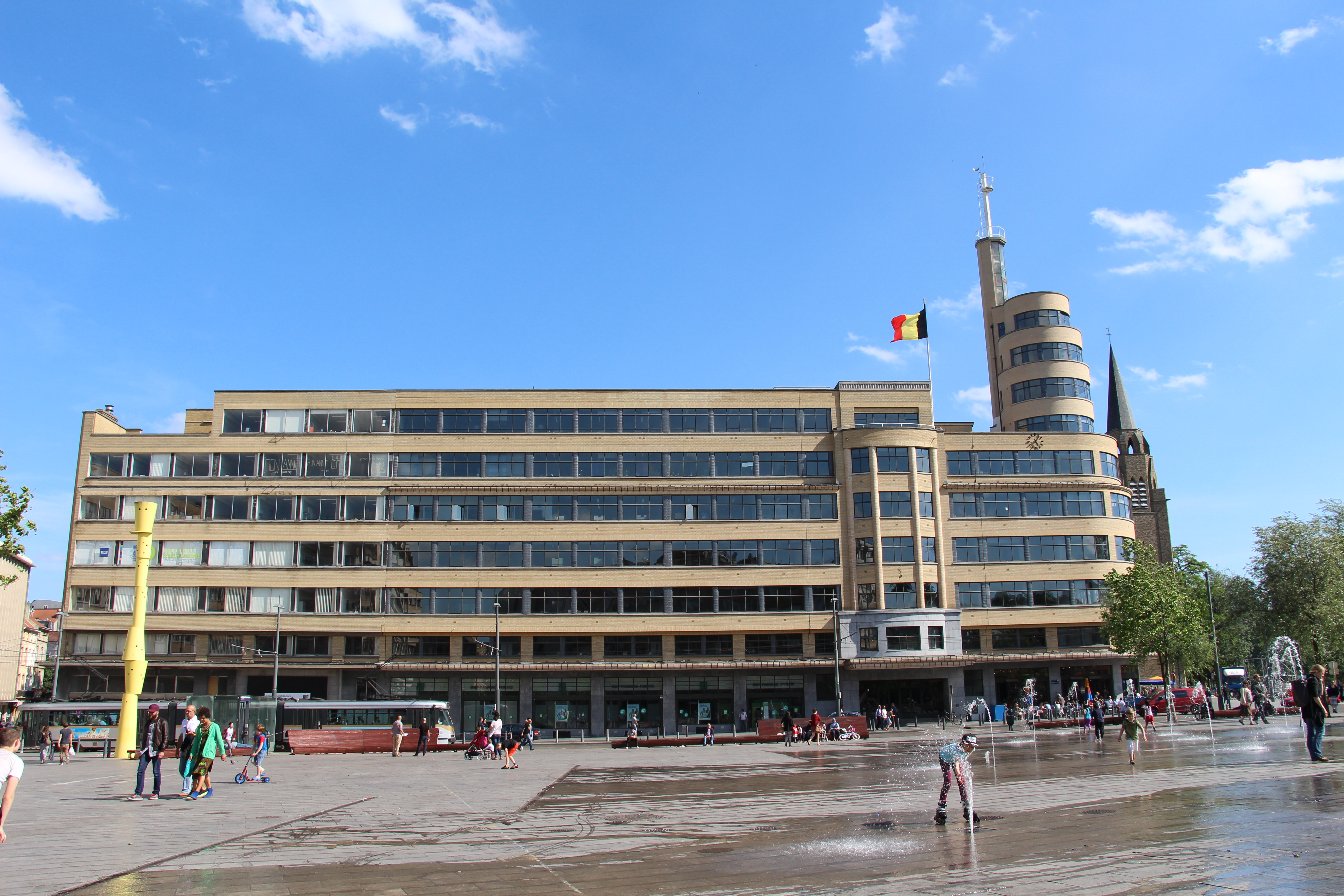
Flagey, Bruxelles

Işıl Bengi a enregistré son troisième album solo en août 2022 à Flagey. Agni Kunda ayant plusieurs significations en Inde, dans cet album. Işıl Bengi a choisi son sens en Sanskrit : Agni signifiant feu et Kunda une forme d'énergie. Pour le répertoire de cet album Işıl Bengi s'est inspirée de la force du feu interne, ses nuances, ses dynamismes et sa capacité à créer ou à détruire,. 
Le répertoire de cet album est composé de pièces de Mily Balakirev, Enrique Granados, Clara Schumann, Marko Tajcevic, Nikolai Medtner, Claude Debussy et Alexander Scriabin.

#### 4e album:Hydropath

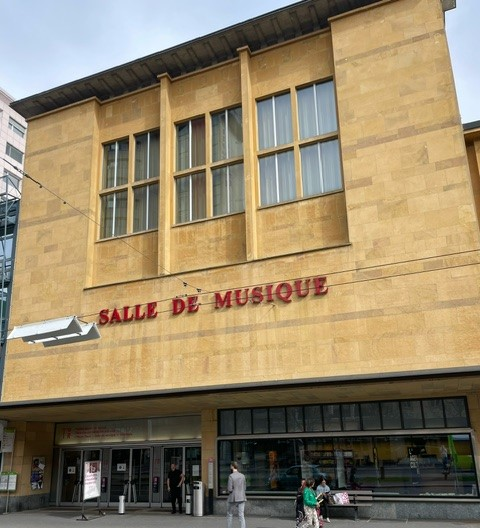
Salle de Musique, La Chaux-de-fonds

Işıl Bengi a enregistré son quatrième album solo dans la salle mythique de La Chaux-de-Fonds (Salle de Musique). Cet album est sorti en novembre 2024 sous le label Insolite Records
Le répertoire de cet album est construit autour du thème de l'eau. Işıl Bengi y interprète des œuvres de compositeurs tels que Charles-Valentin Alkan, Amy Beach, Augusta Read Thomas, Johannes Brahms, Toshi Ichiyanagi, Modest Mussorgsky, Henry Cowell, Jules Massenet, Ulvi Cemal Erkin et Julian Scriabin.

### Arts circassiens
En tournée européenne, dans Respire de la Cie Circoncentrique, Işıl Bengi accompagne au piano les acrobates Alessandro Maida et Maxime Pythoud, sur une musique originale de Léa Petra ; elle entre dans le cercle en faisant l'arbitre et y gagne la sphère que se disputent les deux artistes invitant au premier pas dans l'attraction des contraires.

### Actrice, scénariste et productrice
En 2021, elle écrit et produit avec Laurens Heijs le court-métrage Hayal (Waking Dream) sur la relation mère-fille. Elle y interprète en langue turque le rôle principal d'Aylin Basharan qui dit au revoir à son poisson orange Hayal et à sa mère sans visage. Le film, dirigé par Laurens Heijs, gagne le 1er prix CineSpace organisé par la Houston Cinema Arts Society et la NASA.

## Théâtre

### Actrice
- 2018[42]-2019[38] : Respire
- 2021[43]-2022[44]- 2023[45] : Clara Haskil - Prélude et fugue de Serge Kribus, mise en scène Safy Nebbou[22]
- 2024-2025 : Square Edison  d'Adrien d'Hose, mise en scène Işıl Bengi

### Metteur en scène
- 2024-2025 : Square Edison  d'Adrien d'Hose, mise en scène Işıl Bengi

## Filmographie

### Courts métrages
- 2021 : Hayal (Waking Dream)[41], Aylin Basharan
- 2021 : Deuil[46], Naim et Ada
- 2022 : Mirage[47], Mirage

### Télévision
- 2019 : Les Rivières pourpres, Diwan, série de Jean-Christophe Grangé[48],[49].

### Documentaire
- 2023 : Tinel à 88 (Tinel at 88) directrice artistique, co-productrice, co-réalisatrice

## Discographie

### Album en duo
- 2019 : Belgian Romantic Works for Cello and Piano, Etcetera Records[50].

### Albums solo
- 2020 : HiKAYE, Fuga Libera / Outhere Music[51].
- 2021 : Terre de jeu, Insolite Records[22].
- 2022 : Agni Kunda, Insolite Records[52]
- 2024 : Hydropath, Insolite Records[53]

## Distinctions
- 2021 : 1er prix "CineSpace : NASA Imagery, Your Vision"[41] organisé par la Houston Cinema Arts Society et la NASA pour Hayal (Waking Dream), sélectionné par le réalisateur américain Richard Linklater.